# Jennifer Janiska

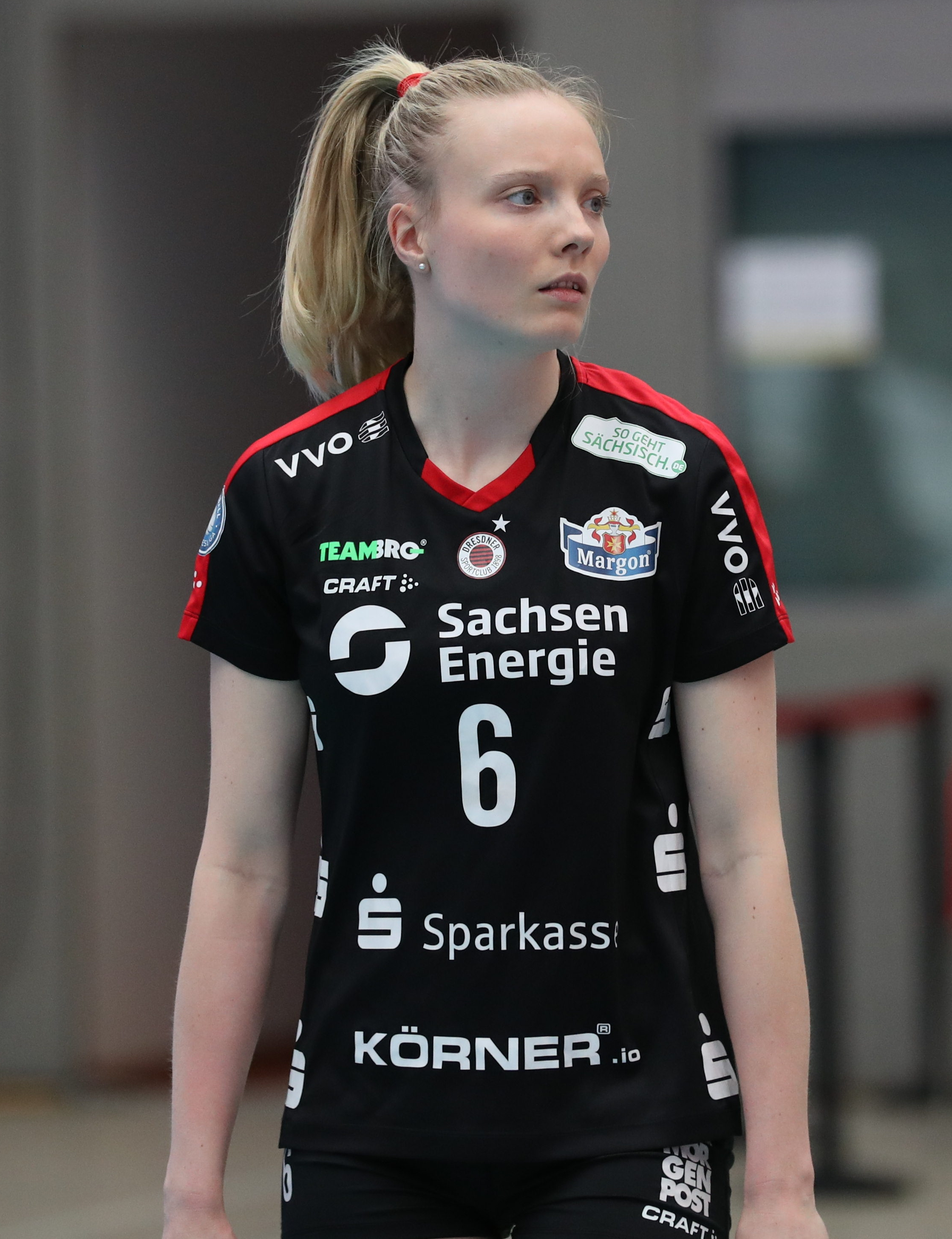
Jennifer Janiska zawodniczką Dresdner SC w sezonie 2020/2021

Jennifer Janiska z d. Geerties (ur. 5 kwietnia 1994 w Nordhorn) – niemiecka siatkarka, reprezentantka kraju, grająca na pozycji przyjmującej. Wicemistrzyni Europy 2013. 
W październiku 2022 roku poinformowała, że kończy karierę reprezentacyjną.

## Sukcesy klubowe
Puchar Niemiec:
- 2014, 2019

Mistrzostwo Niemiec:
- 2017, 2018, 2021
- 2014, 2019
- 2015, 2016

Superpuchar Niemiec:
- 2017, 2018, 2021

Superpuchar Włoch:
- 2019

Klubowe Mistrzostwa Świata:
- 2019

Puchar Włoch:
- 2020

## Sukcesy reprezentacyjne
Liga Europejska:
- 2013
- 2014

Mistrzostwa Europy:
- 2013

Volley Masters Montreux:
- 2014
- 2017

## Nagrody indywidualne i wyróżnienia
- 2011: Najlepsza punktująca Mistrzostw Europy Kadetek
- 2022: Najlepsza siatkarka reprezentacji Niemiec w 2022 roku[4]